# 本宁·温特沃思
本宁·温特沃思（英語：Benning Wentworth，1696年7月24日—1770年10月14日）为美洲商人及殖民地官僚，于1741年至1766年间担任新罕布什尔省总督。在担任总督期间，其最知名的事迹为新罕布什尔赠地事件。当时温特沃思将康涅狄格河以西新罕布什尔省宣称但具有争议的领土用于赠地，引发了该省与邻省的争端，并最终促成了之后佛蒙特州的建立。
温特沃思于1696年出生在朴茨茅斯一个显赫的殖民者家庭，他的父亲约翰·温特沃思早年曾培养他以待有朝一日接管家族产业。然而由于他在哈佛大学就读时的不当行为导致其在1715年被送往波士顿。温特沃思在那里给其叔叔当学徒，后于1730年返回朴茨茅斯继承其父亲的产业。
在回到家人身边后，温特沃思很快投身于政治并于18世纪30年代担任众议院议员及总督委员会成员。在那里他与西奥多·阿特金森结盟，共同对抗政敌乔纳森·贝尔彻以及理查德·沃尔德伦。由于1733年西班牙拒绝支付木材船运费，致使温特沃思负债累累。不过借助在伦敦就该问题谈判的契机，温特沃思于1741年获任新罕布什尔省总督。
温特沃思利用总督的职务之便巩固了其家族在新罕布什尔的经济与政治主导地位。到了18世纪60年代，因与邻省纽约的争端使温特沃思赠地终止。他最终于1766年辞去总督一职随后返回位于朴次茅斯的家中，并于四年后逝世。位于佛蒙特州的本宁顿便是以他的名字命名的。

## 早年生活
本宁·温特沃思于儒略历1696年7月24日出生在新罕布什尔省朴茨茅斯，其父约翰·温特沃思曾任船长、商人以及殖民地官员。约翰·温特沃思曾在商船上工作了两年，后于1717年至1730年间担任新罕布什尔省副总督。本宁·温特沃思的母亲是萨拉·温特沃思，为朴次茅斯富户马克·亨金的女儿。
温特沃思的父亲最初培养他来接管家族企业，不过这一情况在他1715年从哈佛大学毕业后发生了变化。由于他在就读大学期间的诸多不良行为，包括因打碎窗户被罚款，其父决定安排他到叔叔塞缪尔·温特沃思位于马萨诸塞湾省波士顿的会计事务所当学徒。
学徒生涯结束后，温特沃思的父亲由安排他成为商人，负责对西印度群岛以及西班牙进行殖民贸易，在此期间他从事木材、葡萄酒以及白兰地贸易长达十年之久。在他的父亲于1730年12月逝世后，于波士顿没有财产的温特沃思回到朴次茅斯继承其父遗产。这些遗产包括2,000镑现金、大量房地产以及家族的木材及桅杆生意。

## 政治生涯
温特沃思在继承其父遗产的同时还继承了其父家族首领的地位。温特沃思家族是该殖民地强大的政治家族，与殖民地官员乔纳森·贝尔彻以及理查德·沃尔德伦为政敌。在此之前贝尔彻与沃尔德伦将温特沃思家族逐出了实权职位，因此温特沃思打算与政界同僚西奥多·阿特金森合谋推翻此二人。
温特沃思于1732年8月当选新罕布什尔省众议院议员，随后利用时任殖民地副总督的政治盟友戴维·邓巴的影响力于1734年被任命为总督委员会成员。在担任议员及委员会成员期间，温特沃思与若干个个盟友合作以削弱贝尔彻及沃尔德伦的政治影响力。这两个人试图让新罕布什尔省与马萨诸塞湾省合并，但温特沃思则希望这两个殖民地在政治上完全处于分离的状态。
在英国殖民者于1732年设立乔治亚省后，英西关系迅速恶化。1733年西班牙政府拒绝向温特沃思交付11,000镑的木材运费。这一举动使温特沃思遭到了波士顿债权人的摆布，他被迫向伦敦的英国商人（尤其是合伙人约翰·汤姆林森）借了一大笔钱来偿还债务。此外温特沃思还向英国政府提出索赔，声称英国政府有责任赔偿因西班牙拒绝付款造成的损失。
1738年，濒临破产的温特沃思前往伦敦与其在英国的熟人（包括政商两界人士）就该问题进行谈判。此外他在伦敦时还成立了一个殖民地边界委员会，以解决新罕布什尔省和马萨诸塞湾省之间的边界争议问题。在委员会成员阿特金森的影响下，委员会成员最终做出了对新罕布什尔省有利的裁决，使该殖民地的规模扩大了一倍。
与此同时，温特沃思继续与他在伦敦的熟人进行谈判。最终，汤姆林森（由于第一代纽卡斯尔公爵托马斯·佩勒姆-霍利斯是他的赞助人，使其具有一定的政治影响力）制定了一项计划，在该计划中温特沃思以300英镑的价格换取自己被任命为新罕布什尔省总督，作为回报温特沃思撤销对英国政府的指控。温特沃思在新罕布什尔省的支持者迅速为他筹集了这笔资金，使他在1741年12月12日接替贝尔彻成为新任总督。

## 总督生涯及逝世
在担任总督期间，温特沃思证明了自己是一位“精明且懂得妥协和包容的政治家”。他在担任总督期间的主要事迹是授予赠地，以及通过授予潜在竞争对手太平紳士头衔和军事委员会成员资格的方式安抚他们。此外温特沃思无视极具争议性的《白松法》，允许木材商自由进入新罕布什尔省的森林砍伐白松，但前提条件是这些商人需要向其弟马克·温特沃思供应船只桅杆，而马克则向英国皇家海军转售这些桅杆牟利。
温特沃思的绝大部分家庭成员在18世纪30年代中期皈依了圣公宗，并加入了英格兰教会。而温特沃思在40年代加入其中，并在担任总督时支持其传教团体英国圣公会差会，还赠予了他们位于边境地带的几块土地。在此期间，温特沃思通过让他的亲戚担任政府职位的方式来确保他在新罕布什尔政治舞台上的主导地位，进而确保他们家族能够一直主导有利可图的桅杆贸易，这一主导地位一直持续到美国独立战争。
自1748年至1752年间，温特沃思将代表权扩大到了新建立的殖民地定居点，他知道这些地方的居民在政治上支持他，从而引发了宪政危机。此外温特沃思还否决了众议院提名沃尔德伦担任众议院议长的结果，这是因为当时其政治对手已经占据了众议院的多数席位。而众议院亦拒绝对此做出让步，进而造成了政治僵局。最终温特沃思获得了英国皇家官员的支持，致使这场僵局以对他有利的方式化解。
自1749年起，温特沃思就通过一系列授予赠地的方式扩大新罕布什尔省的面积。这些赠地囊括了131个城镇，其中许多城镇位于新罕布什尔省和纽约省的争议领土上。为此纽约省对温特沃思的赠地行为提出异议，并向贸易及垦殖局委员会提出上诉。委员会最终于1764年7月26日做出了对纽约省有利的裁决，致使该地区的所有定居者都必须生活在纽约省的治下，引发了其中很多人的不满。1777年，该地区一群来自新罕布什尔的定居者宣布独立，成立了佛蒙特共和国。
由于赠地事件造成的一些列争议以及汤姆林森健康状况不佳等因素，温特沃思于1766年7月30日悄然辞去总督一职。他的侄子约翰曾凭借自己与第二代罗金汉侯爵查尔斯·沃森-文特沃斯的政治交情使本宁免遭革职，约翰于次年（即1767年）起接任新罕布什尔省总督一职。温特沃思退休后返回位于朴次茅斯小港的私人宅邸居住，并于1770年10月14日去世，后被安葬于女王小圣堂的墓园中。

## 个人生活及遗产

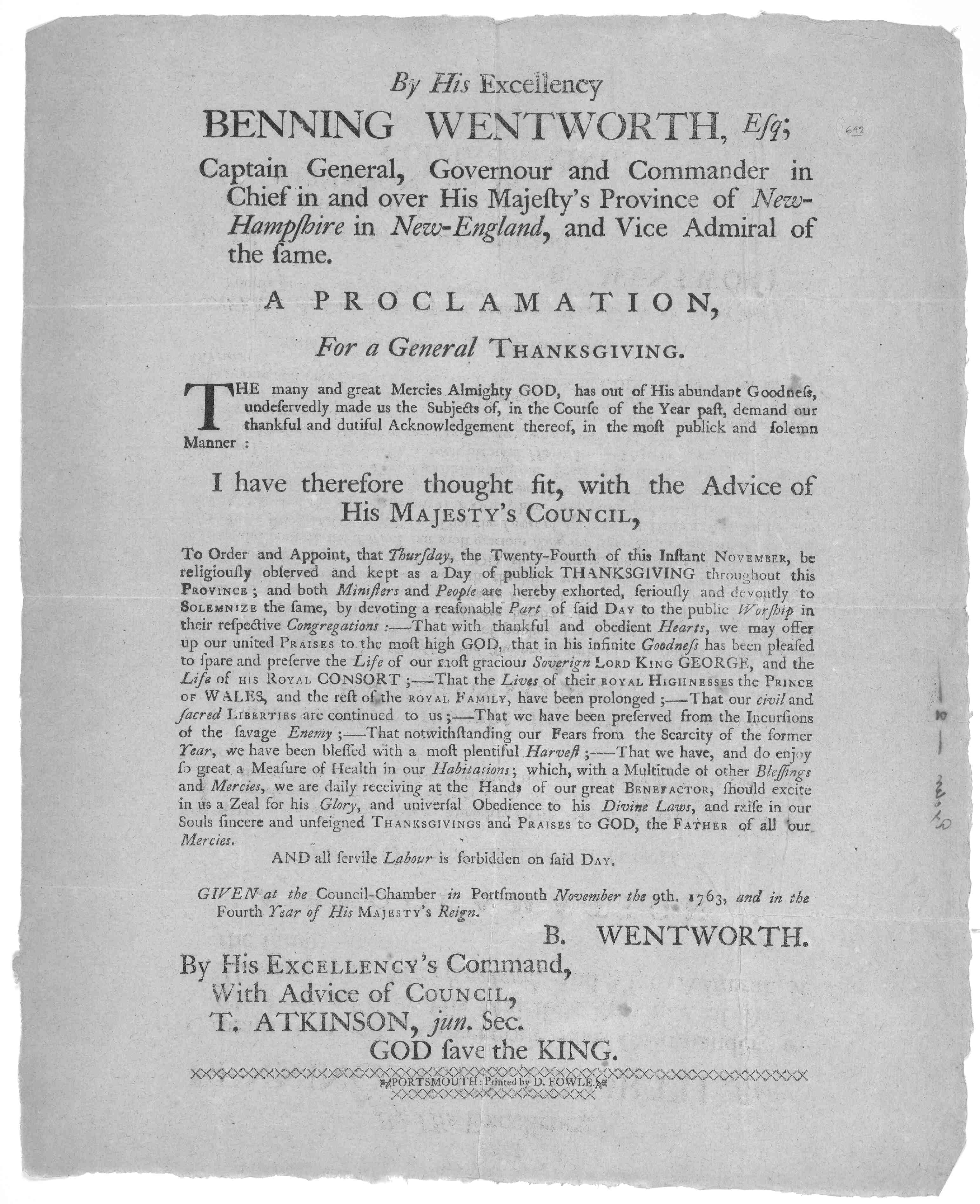
温特沃思于1763年11月9日发布的感恩节公告

温特沃思在其政治生涯中收获了“傲慢自大但又精明坚韧的名声”，被政敌戏称为“唐格拉纳达”和“唐迭戈”。美国历史学家戴维·E·范·德文特形容他“既能维持家族政治王朝，又能维持对朴茨茅斯桅杆贸易繁荣的控制长达一代人”以及“甚至或许是英属美洲的首个政治机器”。
本宁·温特沃思出生在一个有着八个兄弟和五个姐妹的家庭，这些兄弟姐妹皆由同一对父母所生，其中本宁·温特沃思为长子。他的很多家庭成员随着他一同踏足政坛，还有一些家庭成员则与他的同事结婚，如本宁的妹妹汉娜便嫁给了西奥多·阿特金森。本宁·温特沃思于1719年12月13日与波士顿富商的女儿阿比盖尔·拉克结婚并与之育有三名子女，但他们皆先于温特沃思逝世。
在阿比盖尔于1755年逝世后，温特沃思于1760年3月15日与23岁的女管家玛莎·希尔顿再婚并与之育有子女若干，但皆死产。由于温特沃思对其家人因他与地位低下的希尔顿结婚而嫌弃他的的行为感到愤怒，因此他在遗嘱中决定将其全部财产留给玛莎，没有给其他家庭成员留下任何东西。玛莎在温特沃思逝世后选择再婚，嫁给了温特沃思的亲戚迈克尔。
本宁·温特沃思在商业和政治生涯中捞取了不少的财富，其中包括10,000几尼和若干处房产。由于温特沃思曾大量授予赠地，因此很多定居点直接或间接以他的名字命名，如佛蒙特州的本宁顿就是以他的名字命名的。在1771年美国独立战争本宁顿战役之后，新罕布什尔州的本宁顿亦以他的名字命名。

### 引注
1. 1 2 3 4 5 6 7 8 9 10 11 12 13 14 15  Van Deventer 2004.
2. ↑  Heffernan & Stecker 2004，第37頁.
3. ↑  Valeri 2014，第181–182頁.
4. ↑  Valeri 2014，第182頁.
5. ↑  Valeri 2014，第197頁.
6. ↑  Daniell 2015，第203頁.
7. ↑  Zemsky 1971，第113–114頁.
8. ↑  Batinski 1996，第107–109頁.
9. ↑  Batinski 1996，第120–124頁.
10. 1 2  Clark 2013，第301頁.
11. ↑  Wood 2010，第89頁.
12. ↑  Shipton 1995，第153頁.
13. 1 2  Randall 2011，第190頁.
14. ↑  Smith 2015，第34頁.
15. ↑  Shalhope 2004，第22頁.
16. ↑  Hazlett II 2020，第59–60頁.
17. ↑  Van DeWater 1974，第195頁.
18. ↑  Wentworth 1878，第181–182頁.
19. ↑  Wentworth 1878，第181頁.
20. ↑  Wentworth 1878，第14頁.
21. ↑  Mueller 2021，第42頁.